# Synagoge (Samokow)

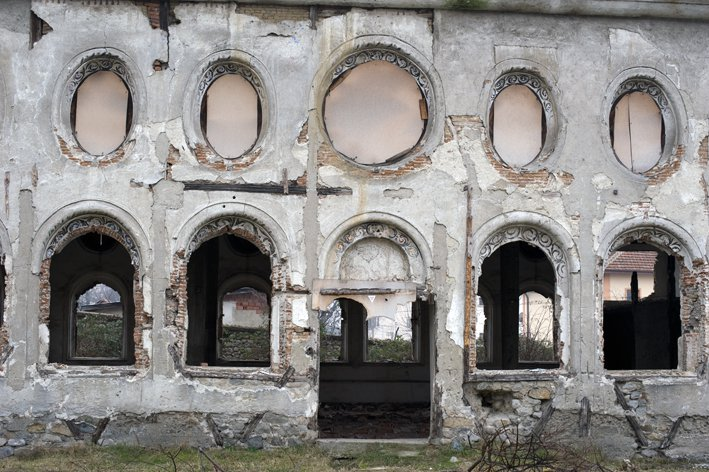
Synagoge in Samokow

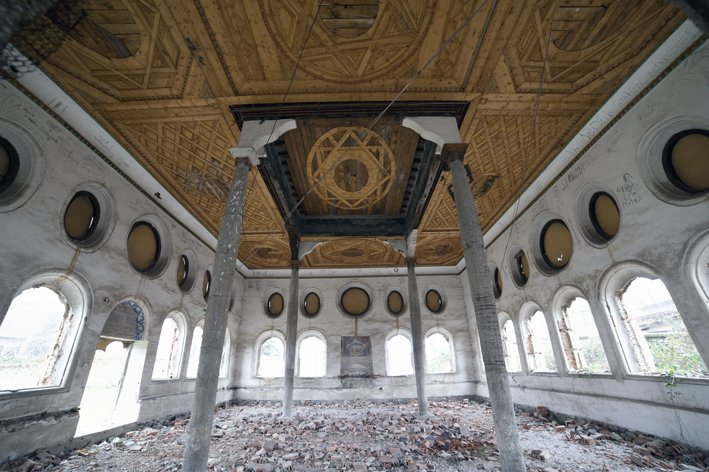
Innenansicht (2010)

Die Synagoge in Samokow, einer bulgarischen Stadt im Westen des Landes, wurde von 1857 bis 1860 von der sephardischen Glaubensgemeinschaft errichtet.  Das Gebäude befindet sich in der Altstadt neben dem Stadtmuseum.

## Geschichte
Mit dem Bau der Synagoge wurde 1854 begonnen; das Gebäude wurde 1858 fertiggestellt. Endgültiger Termin, d. h. einschließlich der Malereien und Ausschmückungen, war im Jahr 1860.
Nach dem Ende des Zweiten Weltkriegs wurde das Gebäude vom Staat übernommen und seiner Möbel beraubt. In den 1960er Jahren gab es Pläne, es zu einer Konzerthalle umzubauen. Nach einem Feuer 1967 (nach anderen Quellen 1975) wurde diese Idee aber aufgegeben. Das Gebäude verfiel  weiter. In den 1990er Jahren wurde es an die „Schalom Organisation der bulgarischen Juden“ zurückgegeben. Diese war aber nicht in der Lage, die ehemalige Synagoge zu renovieren.
Im Jahr 2018 wurde sie an die Stadt Samokow übertragen mit der Auflage, dass sie zu einem Kulturzentrum umgebaut wird, wobei die ursprüngliche Form erhalten bleiben soll.

## Architektur
Der Eingang zu dem großen Gebäude befindet sich an der Nordseite; an der Westseite befindet sich ein Anbau, in dem die zweistöckigen Emporen untergebracht sind. Haupthalle plus Anbau haben ein gemeinsames Walmdach.
Neben dem Eingang befinden sich rechts und links je drei große Rundbogenfenster. Über diesen sind jeweils elliptische Okuli angebracht, während ein weiterer über dem Eingang größer und kreisförmig ist.
An der Ostwand befand sich innen der Toraschrein. Dieser wurde rechts und links von je zwei Fenstern analog zur Nordseite eingerahmt; ebenfalls sind die Okuli darüber auch so angebracht wie an der längeren Nordseite.
Die Wände sind mit Blumengemälden und Blattwerk-Dekorationen reich geschmückt. Die Decke wird von vier hohen, hölzernen Pfeilern gestützt. Diese Konstruktion steht aber in keinem Bezug zu den sogenannten Neun-Felder- oder Vier-Pfeiler-Synagogen, wie sie ab der Mitte des 17. Jahrhunderts in Osteuropa gebaut wurden (z. B. die Große Vorstadt-Synagoge (Lemberg)).